# Bill Cunningham
William John Cunningham Jr. (13 de março de 1929 – 25 de junho de 2016) mais conhecido como Bill Cunningham, foi um fotógrafo estadunidense de moda do jornal The New York Times, que ficou famoso por suas fotografias de rua espontâneas.
Em 2010, foi lançado o documentário "Bill Cunningham New York", dirigido por Richard Press, que conta a história de Bill.